# Bernhard Eckstein
Bernhard Eckstein (Zwochau, Saxònia, 21 d'agost de 1935) va ser un ciclista alemany de l'Alemanya de l'Est. Del seu palmarès destaca el Campionat del Món de ciclisme amateur de 1960. Aquell mateix any va participar en els Jocs Olímpics d'Estiu que es van celebrar a Roma.

## Palmarès
- 1959
  - Vencedor d'una etapa a la RDA
- 1960
  -  Campió del món en ruta amateur
- 1964
  - Vencedor d'una etapa a la Uniqa Classic
- 1966
  - 1r a la Neuseen Classics – Rund um die Braunkohle